# Тору Јошикава
Тору Јошикава (јап. 吉川 亨; 13. децембар 1961) јапански је фудбалер.

## Каријера
Током каријере играо је за Хитачи и Кјото Санга.

## Репрезентација
За репрезентацију Јапана дебитовао је 1983. године.

## Статистика
| Јапан  | Јапан | Јапан |
| Год.   | Ута.  | Гол.  |
| ------ | ----- | ----- |
| 1983   | 1     | 0     |
| Укупно | 1     | 0     |